# Lunca (okręg Călărași)
Lunca – wieś w Rumunii, w okręgu Călărași, w gminie Valea Argovei. W 2011 roku pozostawała niezamieszkana.